# Charles Zumstein
Charles Zumstein (* 30. Januar 1867 in Magstatt-le-Bas im Elsass; † 26. Februar 1963) war ein französischer, deutschsprachiger Theaterdichter, Rutengänger, Poet und Sänger.

## Leben
Seine ersten Gedichte schrieb er in seinem elften Lebensjahr. Unter dem Titel Klänge aus dem Sundgau veröffentlichte er 1906 eine Sammlung von Poesien. Sein Geburtshaus ist heute eines der Wahrzeichen von Magstatt-le-Bas. Er unterwies mehrere Schüler in der Radiästhesie. 1907 soll der 17-Jährige spätere alemannische Dichter Nathan Katz von seinen Lesungen beeindruckt gewesen sein.

## Werke (Auswahl)
- D'r Waltuuntergang, Colmar : Edition "Alsatia", 1922, (Theaterstücke für die Elsässische Vereinsbühne)
- Dr nei Herr Maire oder Würde bringt Bürde, Colmar : Edition "Alsatia", 1922 (Lustspiel)
- G'schpass un Ârnscht, Colmar : Les Editions d'Alsace, Untertitel: Vârsle üs'm Sundgaü  (Lyrik)
- s Bachludis Màriànnlé, Edité par la société d'Histoire de la Hochkirch, 1986
- Awe g'schluckte Brocke (Dialektgedichtle) üs'm Krieg 1914-1918, Rixheim, 1919
- Rim di, edder i friss di. Varsle üs'm Sundgoi, Rixheim, 1910